# Música do Azerbaijão
A música do Azerbaijão pode ser de certa forma tradicional e moderno.
O Teatro de Ópera e Ballet da Academia Estatal do Azerbaijão, é uma das mais ornamentadas salas de música de Baku. A Sala Filarmônica Estatal do Azerbaijão, também em Baku, com condições acústicas excelentes, frequentemente faz apresentações a céu aberto, em um agradável parque. A Orquestra Sinfônica Estatal do Azerbaijão, o Coro Capella Estatal do Azerbaijão, a Orquestra de Câmara Estatal do Azerbaijão, o Trio de Piano Estatal do Azerbaijão, o Quarteto de Cordas Estatal do Azerbaijão, e a Orquestra de Instrumentos Folclóricos Estatal do Azerbaijão são apresentados na recondicionada Sala Filarmônica Estatal do Azerbaijão. Além disso, várias câmaras estão disponíveis para o aprendizado da música, como a Academia de Música de Baku e a Faculdade de Música Asaf Zeynally em Baku. A música clássica pode ser ouvida em vários locais, incluindo o Teatro de Ópera e Ballet da Academia Estatal do Azerbaijão e a Sala Filarmônica Estatal do Azerbaijão. O jazz é popular, especialmente no verão, quando performances ao vivo acontecem freqüentemente nos cafés e bares na capital e em todo o país.
Muitos nomes famosos da música mundial são azeris ou descendentes, incluindo o famoso compositor clássico Uzeyir Hajibeyov e o cantor Eldar Mansurov.